# Косьмин, Анатолий Иванович
Анато́лий Ива́нович Косьми́н (17 сентября 1927, Вергуны, Шевченковский округ — 7 августа 2015, Таганрог, Ростовская область) — советский государственный и хозяйственный деятель, председатель Таганрогского городского исполнительного комитета совета депутатов трудящихся (1969—1982). Почётный гражданин Таганрога (1996).

## Биография
Родился 17 августа 1927 года в селе Вергуны, Черкасской области.
В 1929 году его семья переехала в город Таганрог на постоянное место жительства.
В 1935 году поступил в Таганрогскую 8-ю среднюю школу и учился в ней до оккупации Таганрога в 1941 году в период Великой Отечественной войны. После освобождения города с 1943 по 1948 годы работает и одновременно учится в Таганрогском металлургическом техникуме, который окончил с отличием. С 1953 года после окончания с отличием Днепропетровского металлургического института, направлен на работу на Таганрогский металлургический завод, с 1953 по 1954 годы — помощник мастера, 1954 по 1959 годы — начальник смены бандажного и прокатного цехов, с 1959 по 1961 годы — начальник бандажного участка листопрокатного цеха. С 1961 по 1962 годы — секретарь парткома ТКЗ.
С 1962 по 1969 годы работал 1-м секретарём Орджоникидзевского районного комитета КПСС города Таганрога. С 1969 по 1982 годы — председателем Таганрогского исполкома горсовета депутатов трудящихся, внёс значительный вклад в развитие города и строительство важных городских объектов.  
В 1982 году по состоянию здоровья был переведён на должность заместителя директора ТКЗ по коммерческо-финансовой деятельности. В 1984 году по инвалидности вышел на пенсию.
Умер 7 августа 2015 года в Таганроге, где и похоронен на Почётной аллее Николаевского кладбища.

## Награды
- Орден Трудового Красного Знамени
- Орден Дружбы народов
- Трижды Орден Знак Почёта
- Медаль «За трудовое отличие»
- Почётный гражданин Таганрога (1996).